# Niebo (album Palucha)
Niebo – piąty studyjny album polskiego rapera Palucha. Wydawnictwo ukazało się 6 października 2012 roku nakładem wytwórni muzycznej B.O.R. Records w dystrybucji Fonografiki. Produkcji nagrań podjęli się m.in. Matheo, Donatan, Mikser oraz O.S.T.R. Natomiast wśród gości na płycie znaleźli się m.in. Ero, Bas Tajpan, Onar, Kali, O.S.T.R. oraz Hudy HZD. Scratche w utworze „Za wszystko” wykonał DJ Story. W ramach promocji płyty zrealizowano  teledyski do utworów „Niebo”, „Za wszystko” i „Ponaddźwiękowy rap”.
Nagrania dotarły do 8. miejsca zestawienia OLiS i w 2014 uzyskały certyfikat złotej płyty za sprzedaż ponad 15 000 egzemplarzy.

## Lista utworów
Źródło.
1. „Niebo” (prod. Matheo)
2. „Anonimowy muzyk” (gośc. KaCeZet; prod. Julas)
3. „Pionier” (prod. Julas)
4. „Backstage” (prod. Donatan)
5. „Miejski delikates” (gośc. Śliwa; prod. Donatan)
6. „Nowa epoka” (gośc. Ero; prod. SoDrumatic)
7. „Za wszystko” (prod. SoDrumatic)
8. „Przystanek ziemia” (gośc. Bas Tajpan; prod. Julas)
9. „Miałem szczęście” (gośc. Onar; prod. Donatan)
10. „Ponaddźwiękowy rap” (prod. Matheo)
11. „Słaby punkt” (prod. SoDrumatic)
12. „Drzwi otwarte” (prod. SoDrumatic)
13. „B.O.R.” (gośc. Gedz; prod. Donatan)
14. „Słyszałem o...” (gośc. Kali; prod. Julas)
15. „W ciemno” (gośc. Jongmen, Hudy HZD & Jasiek MBH, Onek 87; prod. Mikser)
16. „Nie mam wyrzutów sumienia” (gośc. O.S.T.R.; prod. O.S.T.R.)
17. „W drodze do lepszego jutra” (prod. Matheo)